# 祖布島
祖布島是俄羅斯的島嶼，屬於法蘭士約瑟夫地群島的一部分，位於普里切特島以南400米的北冰洋，由阿爾漢格爾斯克州負責管轄，長400米。